# Leichtathletik-Weltmeisterschaften 2015/Teilnehmer (Republik Moldau)
| Gelbes Symbol für Goldmedaillen mit stilisierten Olympischen Ringen | Graues Symbol für Silbermedaillen mit stilisierten Olympischen Ringen | Braundes Symbol für Bronzemedaillen mit stilisierten Olympischen Ringen |
| ------------------------------------------------------------------- | --------------------------------------------------------------------- | ----------------------------------------------------------------------- |
| —                                                                   | —                                                                     | —                                                                       |

Der Leichtathletikverband der Republik Moldau nominierte vier Athleten für die Leichtathletik-Weltmeisterschaften 2015 in der chinesischen Hauptstadt Peking.

## Ergebnisse

### Männer

#### Laufdisziplinen
| Athlet        | Disziplin | Vorlauf | Vorlauf | Halbfinale | Halbfinale | Finale    | Finale |
| Athlet        | Disziplin | Zeit    | Platz   | Zeit       | Platz      | Zeit      | Platz  |
| ------------- | --------- | ------- | ------- | ---------- | ---------- | --------- | ------ |
| Roman Prodius | Marathon  |         |         |            |            | 2:26:46 h | 31     |

#### Sprung/Wurf
| Athlet           | Disziplin  | Qualifikation | Qualifikation | Finale             | Finale             |
| Athlet           | Disziplin  | Weite/Höhe    | Platz         | Weite/Höhe         | Platz              |
| ---------------- | ---------- | ------------- | ------------- | ------------------ | ------------------ |
| Serghei Marghiev | Hammerwurf | 71,61 m       | 23            | nicht qualifiziert | nicht qualifiziert |

### Frauen

#### Sprung/Wurf
| Athletin          | Disziplin  | Qualifikation | Qualifikation | Finale             | Finale             |
| Athletin          | Disziplin  | Weite/Höhe    | Platz         | Weite/Höhe         | Platz              |
| ----------------- | ---------- | ------------- | ------------- | ------------------ | ------------------ |
| Zalina Marghieva  | Hammerwurf | 72,29 m       | 5             | 72,38 m            | 8                  |
| Marina Nichișenco | Hammerwurf | 66,63 m       | 25            | nicht qualifiziert | nicht qualifiziert |